# Howard Deutch
Howard Deutch (* 14. September 1950 in New York City) ist ein US-amerikanischer Filmregisseur.

## Leben und Karriere
Sein Debüt als Filmregisseur gab er 1986 mit der Filmkomödie Pretty in Pink. Ein Jahr darauf folgte Ist sie nicht wunderbar?, ebenfalls eine Komödie. Weitere sollten folgen, jedoch war und ist Deutch nicht ausschließlich auf das Genre Komödie festgelegt. So inszenierte er in den Jahren 1989 bis 1990 zwei Episoden der Horrorserie Geschichten aus der Gruft. 1992 inszenierte er die Pilotfolge der Fernsehserie Melrose Place. Im Jahr 1997 drehte er das Video zu Billy Joels Lied Keeping The Faith. Darüber hinaus inszenierte er die Fortsetzungen verschiedener Filme. 1995 entstand so etwa mit Der dritte Frühling – Freunde, Feinde, Fisch & Frauen die erste Fortsetzung zu Ein verrücktes Paar, 2004 führte Deutch Regie bei Keine halben Sachen 2 – Jetzt erst recht!, eine Fortsetzung von Keine halben Sachen aus dem Jahr 2000. Seit 2011 ist er vornehmlich für das Fernsehen tätig und inszeniert einzelne oder mehrere Episoden verschiedener Fernsehserien.
Seit 1989 ist Howard Deutch mit der US-amerikanischen Schauspielerin Lea Thompson verheiratet; ihre beiden gemeinsamen Töchter Madelyn und Zoey Deutch sind ebenfalls im Schauspielgewerbe tätig.

## Filmografie (Auswahl)
- 1986: Pretty in Pink
- 1987: Ist sie nicht wunderbar? (Some Kind of Wonderful)
- 1988: Great Outdoors – Ferien zu dritt (The Great Outdoors)
- 1992: No Surrender – Schrei nach Gerechtigkeit (Article 99)
- 1994: Allein mit Dad & Co (Getting Even with Dad)
- 1995: Der dritte Frühling – Freunde, Feinde, Fisch & Frauen (Grumpier Old Men)
- 1998: Immer noch ein seltsames Paar (The Odd Couple II)
- 2000: Helden aus der zweiten Reihe (The Replacements)
- 2004: Keine halben Sachen 2 – Jetzt erst recht! (The Whole Ten Yards)
- 2008: Männer sind Schweine (My Best Friend's Girl)
- 2013–2014: American Horror Story (Fernsehserie, 3 Folgen)
- 2013–2014: Getting On – Fiese alte Knochen (Fernsehserie, 5 Folgen)
- 2015: The Strain (Fernsehserie, zwei Folgen)
- 2016–2017: Outcast (Fernsehserie, 5 Folgen)
- 2017–2018, 2020: Young Sheldon (Fernsehserie, 6 Folgen)
- 2017–2019: Empire (Fernsehserie, 4 Folgen)